# Комплементарност
Комплементарност у биологији представља облик интеракције гена (њихових алела) смештених на различитим хромозомима. При оваквој интеракцији долази до сарадње између гена који детерминишу неку полигену (квантитативну) особину. Услед тога се, ако особину детерминишу два гена и сваки од њих образује два алела, у Ф2 генерацији може јавити следећи фенотипски однос:
- 9 : 7;
- 9 : 6 : 1
- 15 : 1

- видети даље интеракције гена